# Harnaś 71
Harnaś 71 – niezrealizowany projekt polskiego samolotu akrobacyjnego, zaprojektowanego przez inżynierów Andrzeja Frydrychewicza i Andrzeja Kardymowicza.

## Historia
W 1968 roku Komisja Samolotowa Aeroklubu PRL ogłosiła warunki techniczne jakie musi spełniać nowy samolot akrobacyjny mający zastąpić używanego do tej pory Zlín Z-26 Super Kasper Akrobat. Wśród powstałych wówczas projektów w 1969 roku pojawił się samolot "Harnaś". Była to maszyna, która powstała całkowicie społecznie jako wynik pracy dwóch konstruktorów Frydrychewicza i Kardymowicza. Dwa lata później, na fali zwiększonych nakładów i przyzwolenia politycznego na rozwój polskiej myśli technicznej w przemyśle lotniczym, samolot został przeprojektowany, zwiększono jego usterzenie pionowe i zmieniono nazwę na Harnaś 71. Niestety przed rozpoczęciem prac związanych z przygotowaniem dokumentacji technicznej samolotu (również całkowicie prywatnie w czynie społecznym) podjęto decyzje o zaprzestaniu dalszych prac a konstruktorów zaangażowano w projekt, którego rezultatem był PZL-106 Kruk.

## Konstrukcja
Harnaś był jednomiejscowym, zastrzałowym dolnopłatem ze stałym podwoziem głównym i kółkiem ogonowym umieszczonym na końcu kadłuba. Płat bez wzniosu z symetrycznym profilem umożliwiającym stabilny lot w pozycji normalnej i odwróconej. Samolot charakteryzował się małą, zwartą sylwetką.